# Cleveland Heights
Cleveland Heights és una ciutat del Comtat de Cuyahoga a l'estat d'Ohio. Segons el cens del 2000, Cleveland Heights tenia 49.958 habitants, 20.913 habitatges, i 12.171 famílies. La densitat de població era de 2.378,4 habitants/km².
Dels 20.913 habitatges en un 26,8% hi vivien nens de menys de 18 anys, en un 41,2% hi vivien parelles casades, en un 14,1% dones solteres, i en un 41,8% no eren unitats familiars. En el 32,6% dels habitatges hi vivien persones soles el 8,5% de les quals corresponia a persones de 65 anys o més que vivien soles. El nombre mitjà de persones vivint en cada habitatge era de 2,38 i el nombre mitjà de persones que vivien en cada família era de 3,09.
Per edats la població es repartia de la següent manera: un 23,9% tenia menys de 18 anys, un 9,2% entre 18 i 24, un 31,6% entre 25 i 44, un 23,6% de 45 a 60 i un 11,7% 65 anys o més.
L'edat mediana era de 35 anys. Per cada 100 dones de 18 o més anys hi havia 83,4 homes.
La renda mediana per habitatge era de 46.731 $ i la renda mediana per família de 58.028 $. Els homes tenien una renda mediana de 41.787 $ mentre que les dones 32.413 $. La renda per capita de la població era de 25.804 $. Aproximadament el 7,4% de les famílies i el 10,6% de la població estaven per davall del llindar de pobresa.

## Poblacions properes
El següent diagrama mostra les poblacions més properes.

## Persones notables
- Debra Winger, actriu.
- Albert Ayler, saxofonista.